# Dendrosicyos socotranus
Dendrosicyos socotranus is een plantensoort uit de komkommerfamilie (Cucurbitaceae). Het is een flesvormige meerjarige boom met een dikke gezwollen stam en sappige stengels. De boom bereikt een groeihoogte tussen 3 en 6 meter. De bloemen hebben een geeloranje kleur met lange bloembladen en de vruchten zijn ovaal. De soort staat op de Rode Lijst van de IUCN geklasseerd als 'kwetsbaar'.
De soort komt voor op het bij Jemen behorende eiland Socotra. Hij groeit daar wijd verspreid in verschillende vegetatietypen, op hoogtes van zeeniveau tot 500 meter.